# 西蒙·玻利瓦尔
西蒙·何塞·安东尼奥·德拉桑蒂西马·特立尼达·玻利瓦尔-帕拉西奥斯（西班牙語：Simón José Antonio de la Santísima Trinidad Bolívar y Palacios；1783年7月24日—1830年12月17日），通称西蒙·玻利瓦尔，拉丁美洲革命家、军事家、政治家，他与何塞·德·圣马丁遥相呼应，为南美洲脱离西班牙帝国统治，爭取独立发挥了关键作用。
在从与西班牙君主的斗争中取胜后，玻利瓦尔與聖馬丁共同協助南美洲各國獨立，建立了拉丁美洲第一个独立国家联盟，即大哥伦比亚，并于1819年至1830年任该国总统。
西蒙·玻利瓦尔在西班牙语美洲被公认为英雄、革命者与解放者。在他有生之年，他领导玻利维亚、哥伦比亚、厄瓜多尔、秘鲁和委内瑞拉取得独立，并促进民主意识形态在这些国家的发展。
他的名字被广泛用于南美洲多个国家的地理名称，玻利维亚和委內瑞拉玻利瓦共和國皆是因紀念西蒙·玻利瓦尔而得名。

## 生平

### 早年时期
西蒙·玻利瓦尔出生在委内瑞拉加拉加斯的一個贵族家庭。姓氏玻利瓦尔是来自西班牙巴斯克地区的塞纳鲁萨-博利瓦尔镇
。在他的家里，除拥有大片种植园和1000多名奴隶之外，还有金矿、糖厂、房产以及呢绒商店等。与其他殖民地资本家一样，他的家庭既是压制者，又是被压制者。他们凭借经济地位过着剥削奴隶的生活。而另一方面，他们在政治上、经济上又受到西班牙殖民当局的歧视、压制。所以，这些地主资本家迫切希望推翻殖民统治，挣脱殖民枷锁。
玻利瓦尔出生后不久，他身体欠安的父母便不得不将他托付给家奴照料。两年后，玻利瓦尔回到父母怀抱，然而之后的痛苦经历会继续严重影响他。1786年1月，即玻利瓦尔两岁半时，其父胡安·比森特·玻利瓦尔因肺结核去世，8岁时（1792年），母亲堂娜·玛丽亚·德拉孔塞普西翁·帕拉西奥斯-布兰科逝世，父母双亡后，他住在舅父卡洛斯家中，然后于1799年前往西班牙学习法文，1802年5月26日同玛丽亚·特雷莎·罗德里格斯·德尔托罗·阿莱萨在西班牙马德里结婚，7月12日偕同妻子回到家乡委内瑞拉，但妻子玛丽亚·特雷莎于1803年1月22日染病去世。1804年他回到欧洲，12月2日到巴黎参加拿破仑的加冕礼，并成为拿破仑的随从官。
玻利瓦尔非常钦佩拿破仑的才能和勋业，但他对拿破仑称帝反应十分强烈，對其个人野心引以为戒，他以后虽然创造了很大的功业，面对人民的拥护，决不称帝，他认为对他最好的终身称号就是“解放者”，而且这个称号比任何帝王都高贵。
玻利瓦認為北美人、華盛頓堪稱人類的典範：北美人在人類歷史上是獨一無二的。

### 返回南美时期
1807年他经美国返回委内瑞拉，1808年拿破仑入侵西班牙，西班牙人奋起抵抗，玻利瓦尔参加了在拉美西班牙殖民地的反抗西班牙人的斗争。1810年他与弗朗西斯科·德米兰达组织起义，召集了委内瑞拉第一次议会，1811年7月5日议会宣布委内瑞拉独立。7月23日，在米兰达的统率下，玻利瓦尔攻克巴伦西亚。这是他第一次战争经历。1812年西班牙军队卷土重来，玻利瓦尔逃往哥伦比亚，发表《卡塔赫納宣言》，指出失败的原因是内部不团结。
1813年3月12日，他被任命为新格拉納達准将，领兵苦战六次，重新占领加拉加斯，并接受“解放者”（el libertador）称号，建立“第二共和国”，但1814年第二共和国又覆灭。1815年5月10日，玻利瓦尔欲从卡塔赫纳去解放委内瑞拉，但遭到该城当局的坚决反对，于是他决定乘船去牙买加，过自愿流亡者的生活。12月24日到达海地洛斯卡约斯港，在海地总统佩蒂翁的帮助下，他重新组织武装，明确宣称要建立整个拉丁美洲联盟，他说：“我们是整个人类的缩影，我们在地球的另一边，被两个大洋包围着，虽然艺术事业和科学事业尚属年轻，但历史悠久，文明古老，我们既不是印第安人，也不是欧洲人，但有这两种血统。」

### 大哥伦比亚总统

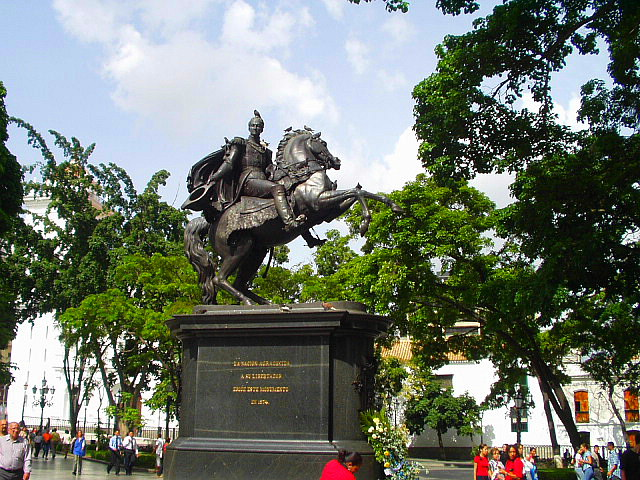
位于加拉加斯的骑马像

1819年，他率军突袭波哥大；12月17日，建立哥伦比亚共和国（史称“大哥伦比亚”），并将该国划分为三个省：委内瑞拉、新格拉納達和基多。其后议会选举他为哥伦比亚总统。1821年，解放委内瑞拉。1822年6月16日，与安东尼奥·何塞·苏克雷一起解放厄瓜多尔；7月26日，与何塞·德·圣马丁在瓜亚基尔会面。1824年12月5日，解放上秘鲁。1825年8月6日，上秘鲁国改名为“玻利瓦尔共和国”（不久，又改名为“玻利维亚共和国”），以尊崇玻利瓦尔。1826年，在巴拿马举行泛美大会。
但不久拉丁美洲各國因为对宪法意见不同发生分歧，导致内战，英国、法国和美国立即趁机干预，1829年国家分裂。1830年玻利瓦尔沮丧至极，3月1日将权力移交国务委员会主席多明戈·凯塞多，而后退居富查。

### 死亡

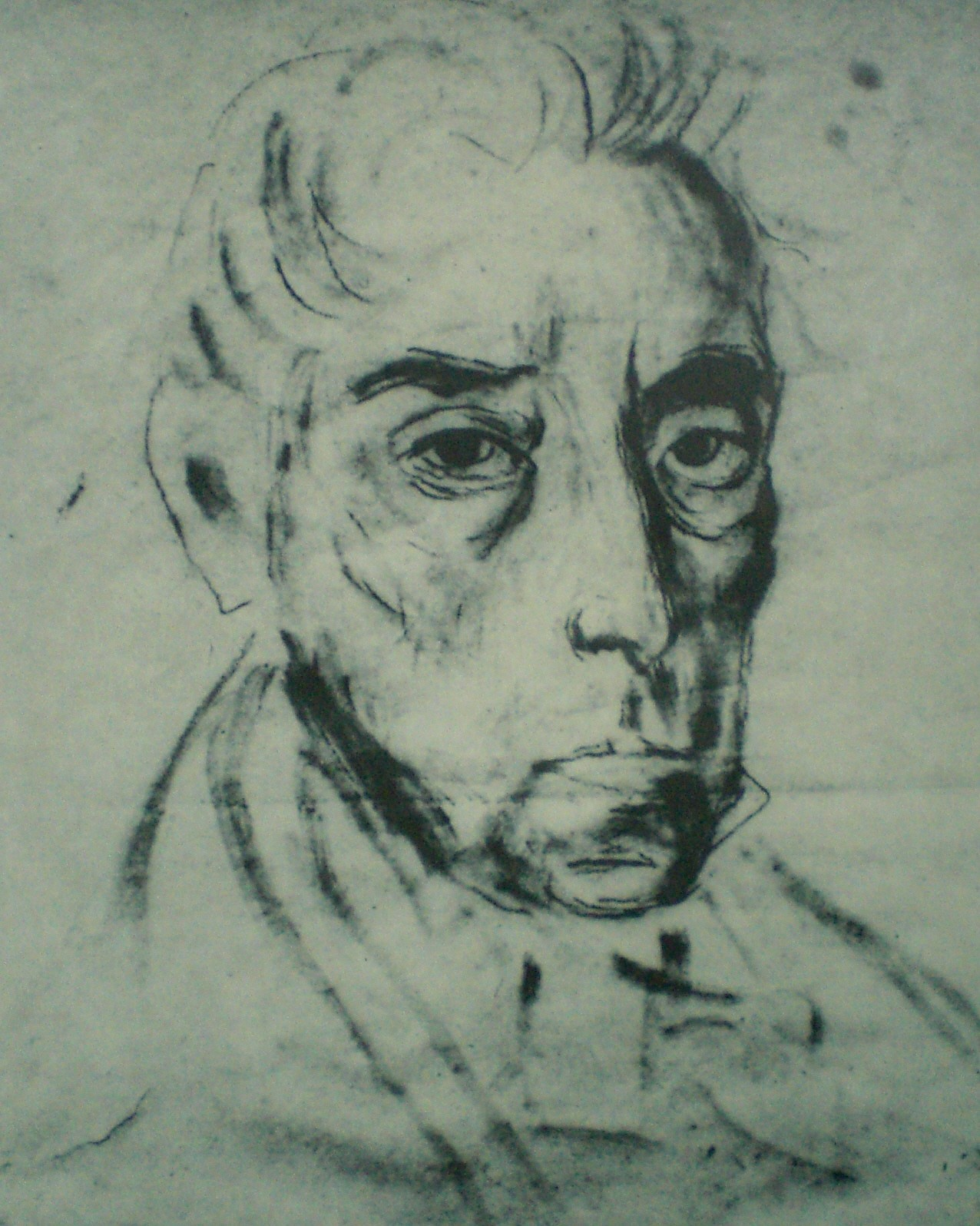
西蒙·玻利瓦尔47歲的肖像畫

西蒙·玻利瓦尔在1830年12月17日因肺結核病逝在大哥倫比亞（現在的哥倫比亞）的圣玛尔塔。1842年12月23日，玻利瓦尔的遗骨被安葬於家族墓园。

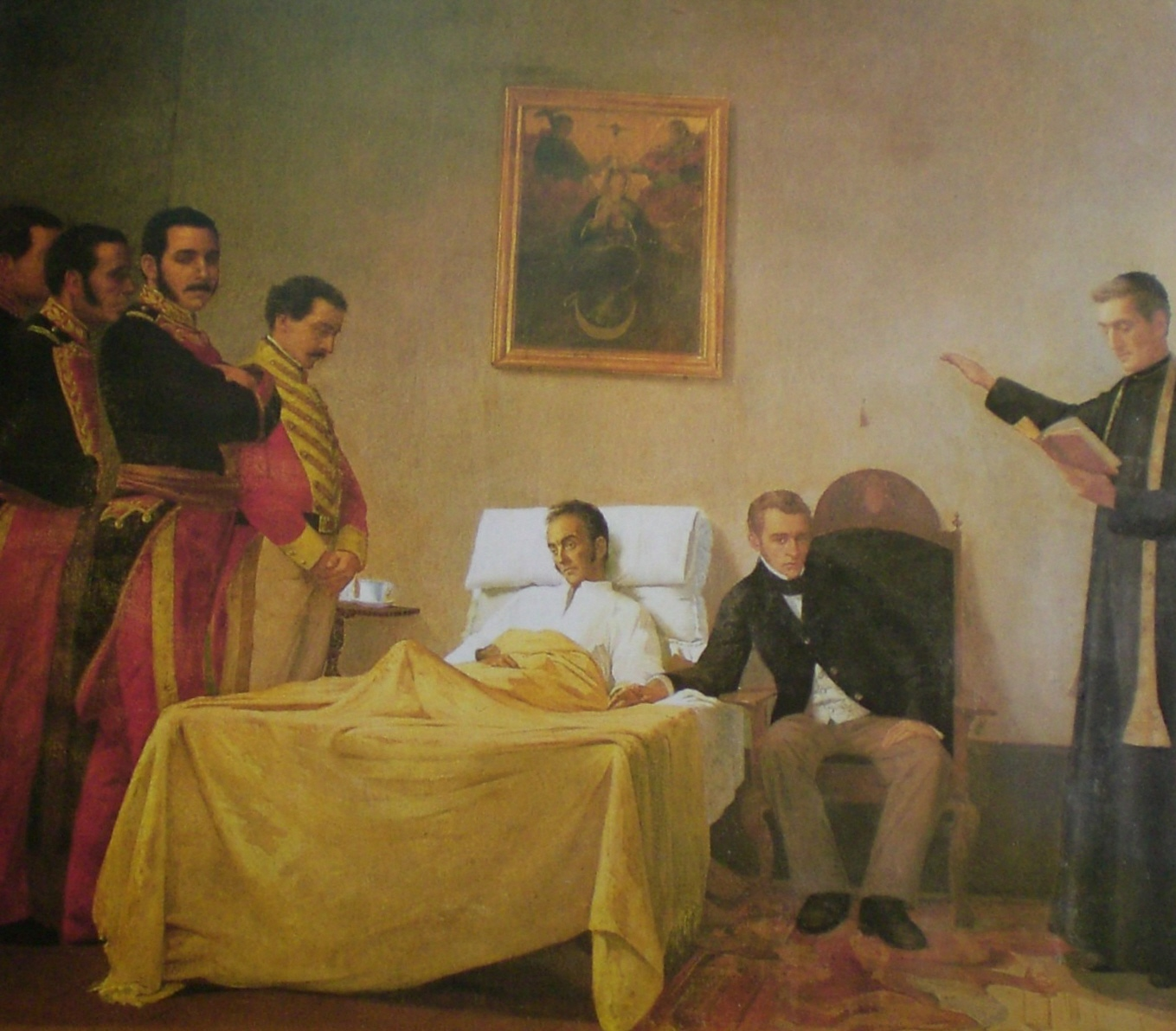
委内瑞拉畫家安東尼奧·埃雷拉托羅繪製的玻利瓦尔之死

玻利瓦尔在臨終前要求他的副官丹尼爾·佛羅倫斯·奧利燒掉他的遺物，包括著作、信件及演講稿，不過奧利違背了遺囑，留下了他的著作，因此後來的歷史學家才可以了解玻利瓦尔的自由主義思想及哲學，也可以了解他的生平，包括長期所愛的曼努埃拉·薩恩斯。曼努埃拉在1856年過世前不久，也將從玻利瓦尔收到的信送給了奧利。

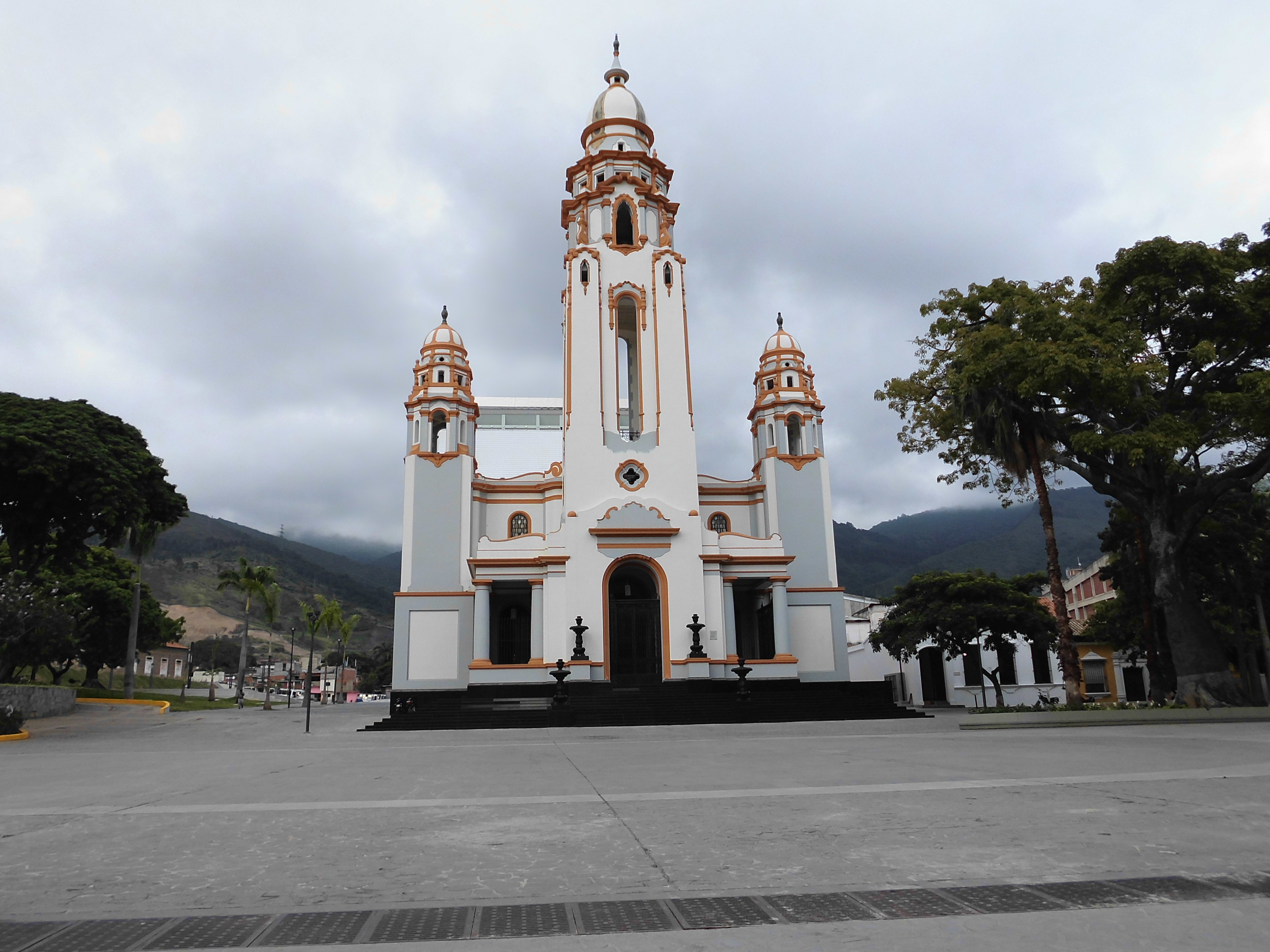
委內瑞拉先賢祠

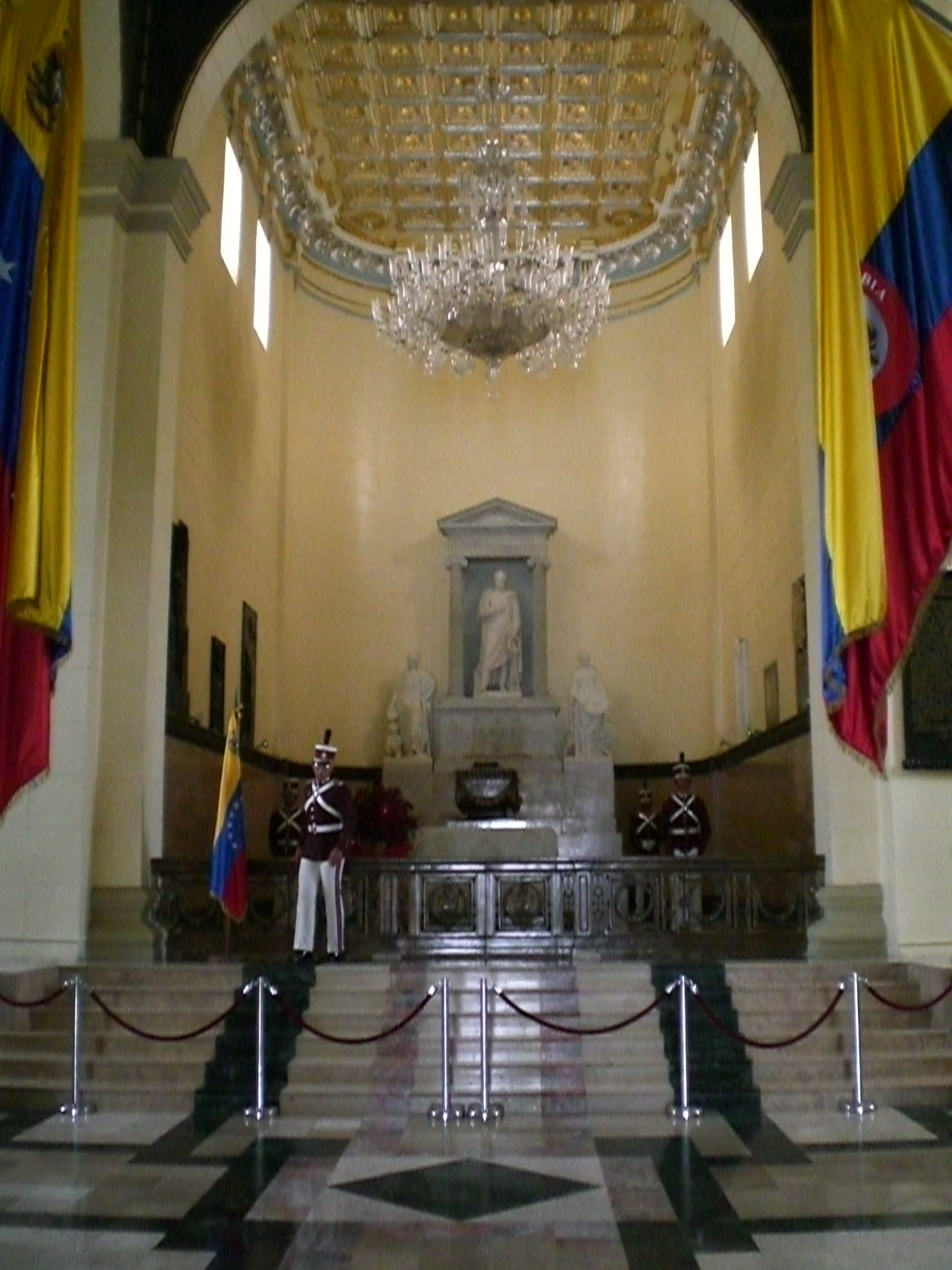
先賢祠內的玻利瓦尔陵寢

玻利瓦尔的遺體埋在哥倫比亞聖瑪爾塔的天主教堂中。1842年在委內瑞拉總統何塞·安東尼奧·派斯·埃雷拉的請求下，遺體由圣玛尔塔移到卡拉卡斯的委內瑞拉先賢祠。圣玛尔塔的別墅後來成為博物館，其中有很多有關他生平的參考資料。
2008年1月，委內瑞拉總統烏戈·查韋斯組成委員會研究玻利瓦尔是否是因為暗殺而死亡。查韋斯多次提出玻利瓦尔其實是被「新格拉納達叛徒」（New Granada traitors）所毒害。2010年4月，傳染病專家Paul Auwaerter研究玻利瓦尔症狀的記錄，認為死因可能是因為慢性的砷中毒，但不太可能是急性中毒或謀殺。2010年7月16日，查韋斯為查明玻利瓦尔的真正死因，下令將他的遺骸取出。2011年7月時，國際鑑識專家發佈報告，認為找不到玻利瓦尔中毒或非自然死亡的證據。

## 著作
- 《卡塔赫纳宣言》1812年
- 《牙买加的信》1815年
- 《在安哥拉议会上的讲话》1819年

## 私人生活
1799年，16岁的玻利瓦尔跟着英年早逝的父亲胡安·比森特（1786年逝世）和母亲康塞·普西翁（1792年），游学于墨西哥、法国和西班牙。1802年，他在马德里与来自加拉加斯马尔克斯·德尔·托罗家的玛丽亚·特蕾莎·里德里格斯·德尔·陀罗·阿莱扎结婚，8个月后携眷回到委内瑞拉，不幸妻子染上黄热病死亡。玻利瓦尔于1804年回到欧洲，在拿破仑帝国壮游一番。在法国期间，他在巴黎会见了亚历山大·冯·洪堡。洪堡曾在1804年写道：“曾在巴黎碰见一位年轻男子，跟他交谈时注意到他對自由的向往和活泼，但却有些无动于衷。”

### 亲属
玻利瓦尔没有儿女，童年染上过麻疹和腮腺炎，他最亲的亲属就只有姐姐和弟弟。他有一个妹妹夭折。姐姐胡安娜·玻利瓦尔·帕拉西奥斯嫁给了舅舅迪奥尼西奥·帕拉西奥斯·布兰科，并育有两个孩子吉列尔莫和班尼吉娜。吉列尔莫于1817年12月2日协同舅舅作战时阵亡，班尼吉娜结过两次婚，玻利瓦尔的最亲的亲属、两人的玄孙是佩德罗和爱德华多，后者直到2009年生活在加拉加斯。
姐姐玛丽亚·安东尼与巴勃罗·克莱门特弗朗西亚结婚，育有四个孩子：约瑟夫法、阿纳克莱托、瓦伦蒂娜和巴勃罗。玛丽亚·安东尼是玻利瓦尔担任大哥伦比亚总统时的财产的经纪人和意志执行者。隐退后住在玻利瓦尔过继给她的庄园里。
于1811年去世的哥哥胡安·比森特是特派到美国的外交特使，有三个私生子：胡安、费尔南多·西蒙和费利西亚·玻利瓦尔·蒂诺克，哥哥死后，赡养私生子和母亲的重担交给了玻利瓦尔。玻利瓦尔与费尔南多十分亲近，曾于1822年派他到美国弗吉尼亚大学学习。费尔南多漫长的一生中，曾参与到委内瑞拉历史上的一些重大政治事件中去，也在欧洲住过一段时间，并育有三个孩子，最终在1898年以88岁高龄逝世。

## 相關影視、文學作品
- 《解放者》 The Liberator，2013，Spain，Venezuela[14]
- 《世紀帝國三》 戰役三 鋼鐵 西蒙·玻利瓦尔 Age of Empires III Bolivar's Revolt Act III: Steel
- 馬奎斯的長篇小說 《迷宮中的將軍》。